# Deutsche Leichtathletik-Meisterschaften 2007/Resultate
Der Hauptteil der Wettbewerbe bei den 107. Deutschen Leichtathletik-Meisterschaften wurde am 21. und 22. Juli 2007 im Erfurter Steigerwaldstadion ausgetragen.
In der hier vorliegenden Auflistung werden die in den verschiedenen Wettbewerben jeweils ersten acht platzierten Leichtathletinnen und Leichtathleten aufgeführt. Eine Übersicht mit den Medaillengewinnerinnen und -gewinnern sowie einigen Anmerkungen zu den Meisterschaften findet sich unter dem Link Deutsche Leichtathletik-Meisterschaften 2007.
Wie immer gab es zahlreiche Disziplinen, die zu anderen Terminen an anderen Orten stattfanden – in den folgenden Übersichten jeweils konkret benannt.
Hier die ausführlichen Ergebnislisten der Meisterschaften 2007:

## Meisterschaftsresultate Männer

### 100 m
| Platz | Athlet, Verein                                 | Zeit (s) |
| ----- | ---------------------------------------------- | -------- |
| 1     | Alexander Kosenkow (TV Wattenscheid 01)        | 10,35    |
| 2     | Ronny Ostwald (TV Wattenscheid 01)             | 10,37    |
| 3     | Marius Broening (LAV Asics Tübingen)           | 10,41    |
| 4     | Christian Blum (LAC Quelle Fürth/München)      | 10,43    |
| 5     | Sebastian Ernst (TV Wattenscheid 01)           | 10,45    |
| 6     | Stefan Schwab (TSV Schwarzenbek)               | 10,47    |
| 7     | Marc Blume (TV Wattenscheid 01)                | 10,57    |
| DSQ   | Aleixo Platini Menga (TSV Bayer 04 Leverkusen) |          |

Datum: 21. Juli
Wind: +0,4 m/s

### 200 m
| Platz | Athlet, Verein                               | Zeit (s) |
| ----- | -------------------------------------------- | -------- |
| 1     | Daniel Schnelting (LAZ Rhede)                | 20,88    |
| 2     | Alexander Kosenkow (TV Wattenscheid 01)      | 21,04    |
| 3     | Till Helmke (TSV Friedberg-Fauerbach)        | 21,06    |
| 4     | Markus Malucha (LAZ Salamander Kornwestheim) | 21,26    |
| 5     | Tobias Unger (LAZ Salamander Kornwestheim)   | 21,46    |
| 6     | Sebastian Ernst (TV Wattenscheid 01)         | 21,48    |
| 7     | Nils Müller (TSV Friedberg-Fauerbach)        | 21,58    |
| 8     | Florian Rentz (LAC Quelle Fürth/München)     | 22,14    |

Datum: 22. Juli
Wind: −0,7 m/s

### 400 m
| Platz | Athlet, Verein                                  | Zeit (s) |
| ----- | ----------------------------------------------- | -------- |
| 1     | Bastian Swillims (TV Wattenscheid 01)           | 46,21    |
| 2     | Kamghe Gaba (LG Eintracht Frankfurt)            | 46,59    |
| 3     | Ingo Schultz (TSV Bayer 04 Leverkusen)          | 46,66    |
| 4     | Simon Kirch (SV Schlau.com Saar 05 Saarbrücken) | 47,01    |
| 5     | Jonas Plass (Team Wendelstein)                  | 47,04    |
| 6     | Sebastian Gatzka (LG Eintracht Frankfurt)       | 47,59    |
| 7     | Falco Lausecker (TV 1891 Bürstadt)              | 47,82    |
| 8     | Tilo Ruch (LG Eintracht Frankfurt)              | 47,91    |

Datum: 22. Juli

### 800 m
| Platz | Athlet, Verein                              | Zeit (min) |
| ----- | ------------------------------------------- | ---------- |
| 1     | Moritz Höft (LG Nord Berlin)                | 1:48,30    |
| 2     | René Herms (LG Braunschweig)                | 1:48,61    |
| 3     | Martin Conrad (SC Potsdam)                  | 1:48,66    |
| 4     | René Bauschinger (LAC Quelle Fürth/München) | 1:49,28    |
| 5     | Simon Huckestein (SG Wenden)                | 1:49,43    |
| 6     | Moritz Waldmann (LG Hannover)               | 1:49,59    |
| 7     | Steffen Co (LG Olympia Dortmund)            | 1:49,68    |
| 8     | Nils Schumann (LG Eintracht Frankfurt)      | 1:49,69    |

Datum: 22. Juli

### 1500 m
| Platz | Athlet, Verein                                 | Zeit (min) |
| ----- | ---------------------------------------------- | ---------- |
| 1     | Carsten Schlangen (LG Nord Berlin)             | 3:41,95    |
| 2     | Franek Haschke (LG Nord Berlin)                | 3:43,32    |
| 3     | Wolfram Müller (LG Asics Pirna)                | 3:43,74    |
| 4     | Christoph Lohse (TV Wattenscheid 01)           | 3:44,40    |
| 5     | Thorben Grothaus (TV Wattenscheid 01)          | 3:45,86    |
| 6     | Jan Fitschen (TV Wattenscheid 01)              | 3:47,40    |
| 7     | Ricardo Filipe Giehl (TSV Bayer 04 Leverkusen) | 3:47,73    |
| 8     | Rico Loy (LG Badenova Nordschwarzwald)         | 3:48,49    |

Datum: 22. Juli

### 5000 m
| Platz | Athlet, Verein                                 | Zeit (min) |
| ----- | ---------------------------------------------- | ---------- |
| 1     | Arne Gabius (LAV Asics Tübingen)               | 14:03,97   |
| 2     | André Pollmächer (LAC Erdgas Chemnitz)         | 14:04,24   |
| 3     | Christian Glatting (TV Wattenscheid 01)        | 14:07,24   |
| 4     | Michael May (TSV Bayer 04 Leverkusen)          | 14:09,78   |
| 5     | Carlo Schuff (Post-Sport Telekom Trier)        | 14:11,16   |
| 6     | Manuel Meyer (TV Wattenscheid 01)              | 14:11,87   |
| 7     | Christian Stanger (LG Leinfelden-Echterdingen) | 14:17,07   |
| 8     | Sebastian Hallmann (LAV Asics Tübingen)        | 14:27,08   |

Datum: 21. Juli

### 10.000 m
| Platz | Athlet, Verein                                 | Zeit (min) |
| ----- | ---------------------------------------------- | ---------- |
| 1     | Jan Fitschen (TV Wattenscheid 01)              | 29:17,30   |
| 2     | Zelalem Martel (LG Neckar-Enz)                 | 29:22,39   |
| 3     | Christian Glatting (TV Wattenscheid 01)        | 29:22,82   |
| 4     | Stephan Hohl (TV Huchenfeld)                   | 29:54,49   |
| 5     | Musa Roba-Kinkal (TV Gelnhausen)               | 30:13,17   |
| 6     | Richard Friedrich (LG Passau)                  | 30:18,13   |
| 7     | Tom Scharff (Schweriner SC)                    | 30:19,58   |
| 8     | Thorsten Baumeister (Post-Sport-Telekom Trier) | 30:20,57   |

Datum: 5. Mai
fand in Zeulenroda zusammen mit den Deutschen Meisterschaften in den Langstaffeln statt

### 10-km-Straßenlauf
| Platz | Athlet, Verein                           | Zeit (min) |
| ----- | ---------------------------------------- | ---------- |
| 1     | Alexander Lubina (TV Wattenscheid)       | 29:24      |
| 2     | Carsten Eich (Rhein-Marathon Düsseldorf) | 29:34      |
| 3     | Embaye Hedrit (LG Braunschweig)          | 29:47      |
| 4     | Falk Cierpinski (SG Spergau)             | 30:05      |
| 5     | Carlo Schuff (Post-Sport Telekom Trier)  | 30:08      |
| 6     | Florian Neuschwander (VfA Neunkirchen)   | 30:17      |
| 7     | Lennart Sponar (Berliner SV 1892)        | 30:19      |
| 8     | Musa Roba-Kinkal (TV Gelnhausen)         | 30:24      |

Datum: 15. September
fand in Mannheim statt

### 10-km-Straßenlauf, Mannschaftswertung
| Platz | Verein, Besetzung                                                                   | Zeit (h) |
| ----- | ----------------------------------------------------------------------------------- | -------- |
| 1     | LG Passau (Richard Friedrich, Stefan Hohberger, Martin Friedrich)                   | 1:32:52  |
| 2     | Post-Sport Telekom Trier (Carlo Schuff, Marc-André Kowalinski, Thorsten Baumeister) | 1:33:07  |
| 3     | LG Braunschweig (Embaye Hedrit, Georg Diettrich, Matthias Strotmann)                | 1:33:32  |
| 4     | TH Laufclub Erfurt (Christian Biele, Christian Seiler, Arne Leipziger)              | 1:34:09  |
| 5     | LG Domspitzmilch Regensburg (Dennis Pyka, Dominik Wagner, René Manthee)             | 1:34:52  |
| 6     | LG Baunatal/Fuldabrück (Julian Flügel, Markus Jahn, Markus Kessler)                 | 1:36:04  |
| 7     | TuS Heltersberg (Matthias Hecker, Tom Heuer, Carsten Bresser)                       | 1:36:24  |
| 8     | LG Badenova Nordschwarzwald (Rico Loy, Tobias Giering, Markus Giering)              | 1:36:41  |

Datum: 15. September
fand in Mannheim statt

### Halbmarathon
| Platz | Athlet, Verein                         | Zeit (h) |
| ----- | -------------------------------------- | -------- |
| 1     | Stefan Koch (TV Wattenscheid 01)       | 1:03:35  |
| 2     | Alexander Lubina (TV Wattenscheid 01)  | 1:04:20  |
| 3     | Embaye Hedrit (LG Braunschweig)        | 1:05:23  |
| 4     | Christian Seiler (TH Laufclub Erfurt)  | 1:06:34  |
| 5     | Manuel Meyer (TV Wattenscheid 01)      | 1:07:03  |
| 6     | Florian Neuschwander (VfA Neunkirchen) | 1:07:11  |
| 7     | Elias Sansar (TuS Eintracht Bielefeld) | 1:07:15  |
| 8     | Benjamin Lindner (SG Spergau)          | 1:07:20  |

Datum: 2. September
fand in Bad Liebenzell statt

### Halbmarathon, Mannschaftswertung
| Platz | Verein, Besetzung                                                               | Zeit (h) |
| ----- | ------------------------------------------------------------------------------- | -------- |
| 1     | TV Wattenscheid 01 (Stefan Koch, Alexander Lubina, Manuel Meyer)                | 3:14:58  |
| 2     | LG Braunschweig (Embaye Hedrit, Vitali Müller, Georg Diettrich)                 | 3:21:47  |
| 3     | TH Laufclub Erfurt (Christian Seiler, Christian Biele, Arne Leipziger)          | 3:25:11  |
| 4     | LG Domspitzmilch Regensburg (Dominik Wagner, René Manthee, Maximilian Meingast) | 3:32:34  |
| 5     | TSV Ostheim v. d. Rhön (Julius Helm, Manuel Stöckert, Jochen Rüttiger)          | 3:34:47  |
| 6     | SC DHfK Leipzig (Jens Borrmann, Oliver Uhlig, Kay Weber)                        | 3:36:29  |
| 7     | TSG 1845 Heilbronn (Holger Freudenberg, Gerold Zipse, Matthias Reischle)        | 3:38:09  |
| 8     | SSC Hanau-Rodenbach (Homas Seibert, Dirk Schönbeck, Dr. Michael Schrodt)        | 3:40:33  |

Datum: 2. September
fand in Bad Liebenzell statt

### Marathon
| Platz | Athlet, Verein                                   | Zeit (h) |
| ----- | ------------------------------------------------ | -------- |
| 1     | Philipp Büttner (TSV Friedberg-Fauerbach)        | 2:20:27  |
| 2     | Tobias Elting (TSV Eltingen/Leonberg)            | 2:25:51  |
| 3     | Daniel Pickl (LG Rupertiwinkel/Anger)            | 2:27:46  |
| 4     | Stephan Schu (SV Schlau.com Saar 05 Saarbrücken) | 2:28:00  |
| 5     | Felix Rothe (FC Alemannia Unterkirnach)          | 2:32:17  |
| 6     | Dietmar Bier (Post-Sport-Telekom Trier)          | 2:33:17  |
| 7     | Marco Diehl (TSV Friedberg-Fauerbach)            | 2:33:18  |
| 8     | Dr. Eduard Scherer (LAV Asics Tübingen)          | 2:33:40  |

Datum: 6. Mai
fand im Rahmen des Gutenberg-Marathons in Mainz statt

### Marathon, Mannschaftswertung
| Platz | Verein, Besetzung                                                              | Zeit (h) |
| ----- | ------------------------------------------------------------------------------ | -------- |
| 1     | TSV Friedberg-Fauerbach (Philipp Büttner, Marco Diehl, Gerald Baudek)          | 7:39:25  |
| 2     | SSG Königswinter (Norbert Müller, Rudolf Paulus, Hermann Ulrich)               | 7:51:55  |
| 3     | TSV Schloß Ricklingen (Dr. Uwe Linke, Jörg Bergstedt, Hans Peter Wollny)       | 8:06:53  |
| 4     | Spiridon Frankfurt (Carlos Coelho, Dennis Gutenstein, Jörn Claussen)           | 8:11:38  |
| 5     | SSG Königswinter (Karl-Heinz von Lovenberg, Detlef Ellebrecht, Gregor Althaus) | 8:13:47  |
| 6     | SV Schlau.com Saar 05 Saarbrücken (Stephan Schu, Martin Schedler, Nihat Kont)  | 8:13:51  |
| 7     | TuS Deuz (Andreas Rottler, Matthias Kraft, Stefan Brockfeld)                   | 8:14:47  |
| 8     | VT Zweibrücken (Helmut Dehaut, Jörg Stolle, Michael Müller)                    | 8:15:28  |

Datum: 6. Mai
fand im Rahmen des Gutenberg-Marathons in Mainz statt

### 100-km-Straßenlauf
| Platz | Athlet, Verein                               | Zeit (h) |
| ----- | -------------------------------------------- | -------- |
| 1     | Michael Sommer (Eichenkreuz Schwaikheim)     | 6:56:15  |
| 2     | Jörg Hooß (LTF Marpingen)                    | 6:59:03  |
| 3     | Christian Grundner (SG Neukirchen-Hülchrath) | 7:27:07  |
| 4     | Dr. Thomas Miksch (TV Jahn Kempten)          | 7:28:05  |
| 5     | Rainer Wilfried Koch (LG Würzburg)           | 7:41:45  |
| 6     | Matthias Dippacher (TV Jahn Kempten)         | 7:43:37  |
| 7     | Michael Vanicek (LG Nord Berlin)             | 7:44:43  |
| 8     | Dr. Bernd Juckel (SG Neukirchen-Hülchrath)   | 7:47:32  |

Datum: 24. März
fand in Kienbaum (Grünheide) statt

### 100-km-Straßenlauf, Mannschaftswertung
| Platz | Verein, Besetzung                                                                    | Zeit (h) |
| ----- | ------------------------------------------------------------------------------------ | -------- |
| 1     | SG Neukirchen-Hülchrath I (Christian Grundner, Dr. Bernd Juckel, Dr. Stefan Weigelt) | 23:17:01 |
| 2     | Eichenkreuz Schwaikheim (Michael Sommer, Armin Härle, Jochen Höschele)               | 23:28:58 |
| 3     | TV Jahn Kempten (Dr. Thomas Miksch, Matthias Dippacher, Gerald Blumrich)             | 24:24:01 |
| 4     | SSC Hanau-Rodenbach (Sebastian Kraft, Gerald Dudacy, Franz Häusler)                  | 26:41:15 |
| 5     | LTF Marpingen (Jörg Hooß, Gernot Helferich, Franz Feiler)                            | 26:58:54 |
| 6     | SG Neukirchen-Hülchrath II (Ralf Weis, Willy Helfenstein, Helmut Hahn)               | 28:03:08 |
| 7     | LG Würzburg (Rainer Wilfried Koch, Udo Wegmann, Harald Krauß)                        | 28:58:57 |
| 8     | LTF Köllertal (Martin Dietz, Ernst-Josef Blum, Werner Mootz)                         | 30:03:02 |

Datum: 24. März
fand in Kienbaum (Grünheide) statt

### 110 m Hürden
| Platz | Athlet, Verein                  | Zeit (s) |
| ----- | ------------------------------- | -------- |
| 1     | Thomas Blaschek (LAZ Leipzig)   | 13,59    |
| 2     | Paul Dittmer (MTV Hanstedt)     | 13,86    |
| 3     | Alexander John (LAZ Leipzig)    | 13,87    |
| 4     | Willi Mathiszik (LAZ Leipzig)   | 13,88    |
| 5     | vo Burkhardt (SV Halle)         | 13,89    |
| 6     | Jens Werrmann (LAZ Zweibrücken) | 13,95    |
| 7     | Helge Schwarzer (Hamburger SV)  | 14,05    |
| 8     | Matthias Bühler (LG Offenburg)  | 14,10    |

Datum: 21. Juli
Wind: −0,5 m/s

### 400 m Hürden
| Platz | Athlet, Verein                           | Zeit (s) |
| ----- | ---------------------------------------- | -------- |
| 1     | Thomas Goller (TV Wattenscheid 01)       | 50,97    |
| 2     | Michael Pfaff (OSC Berlin)               | 51,59    |
| 3     | Adrian Schürmann (LG Porta Westfalica)   | 51,87    |
| 4     | Hauke Hein (LG Karlsruhe)                | 52,22    |
| 5     | David Eilers (DJK Arminia Ibbenbüren)    | 52,78    |
| 6     | Hannes Scharpf (LG Bodensee)             | 53,19    |
| 7     | Andreas Wickert (TV Wattenscheid 01)     | 53,28    |
| DNF   | Henning Hackelbusch (TV Wattenscheid 01) |          |

Datum: 22. Juli

### 3000 m Hindernis
| Platz | Athlet, Verein                           | Zeit (min) |
| ----- | ---------------------------------------- | ---------- |
| 1     | Filmon Ghirmai (LAV Asics Tübingen)      | 8:39,35    |
| 2     | Norbert Löwa (LG Nord Berlin)            | 8:45,95    |
| 3     | Christian Biele (TH Laufclub Erfurt)     | 8:47,03    |
| 4     | Ruben Schwarz (TV Wattenscheid 01)       | 8:51,39    |
| 5     | Martin Allgeyer (LSG Aalen)              | 8:56,10    |
| 6     | Torsten Grube (LAZ Leipzig)              | 8:58,16    |
| 7     | Christian Schmitz (LG Maifeld-Pellenz)   | 8:59,27    |
| 8     | Matthias Ewender (LG Stadtwerke München) | 9:00,29    |

Datum: 21. Juli

### 4 × 100 m Staffel
| Platz | Verein, Besetzung                                                                                | Zeit (s) |
| ----- | ------------------------------------------------------------------------------------------------ | -------- |
| 1     | TV Wattenscheid 01 (Jan-Christopher Schulte, Marc Blume, Sebastian Ernst, Ronny Ostwald)         | 39,54    |
| 2     | TSV Friedberg-Fauerbach (Florian Schwalm, Till Helmke, Nils Müller, Sebastian Schäfer)           | 39,96    |
| 3     | TV Gladbeck (Peter Pyzera, Matthias Bos, Kevin Sellke, Florian Lamers)                           | 40,38    |
| 4     | LAZ Salamander Kornwestheim (David Schahbasian, Markus Malucha, Martin Obenland, Patrick Sihler) | 40,73    |
| 5     | SCC Berlin (George Petzold, Robert Thier, Frederic Zweigner, Lucas Jakubczyk)                    | 41,03    |
| 6     | TV Norden (Paul Thielecke-Klein, André Siewert, Saarko Eilers, Carsten Goldenstein)              | 41,33    |
| 7     | SC Potsdam (Manuel Wenzel, Tobias Schneider, Christian Poser, Tino Paasche)                      | 41,35    |
| 8     | LAZ Salamander Kornwestheim (Simon Bräuchle, Tobias Hügel, Stefan Krebs, Lukas Erdmann)          | 41,44    |

Datum: 21. Juli

### 4 × 400 m Staffel
| Platz | Verein, Besetzung                                                                               | Zeit (min) |
| ----- | ----------------------------------------------------------------------------------------------- | ---------- |
| 1     | LG Eintracht Frankfurt (Tilo Ruch, Sebastian Gatzka, Stefan Kuhlee, Kamghe Gaba)                | 3:09,08    |
| 2     | TV Wattenscheid 01 (Henning Hackelbusch, Thomas Goller, Moritz Cleve, Bastian Swillims)         | 3:09,11    |
| 3     | TSV Friedberg-Fauerbach (Christian Klein, Florian Schwalm, Sebastian Schäfer, Niklas Zender)    | 3:09,79    |
| 4     | SC Potsdam (Björn Leow, Martin Conrad, Tobias Schneider, Guido Dannehl)                         | 3:11,98    |
| 5     | VfL Sindelfingen (Philipp Parzer, Steffen Sattelmaier, Jan Schneider, Stefan Kinzy)             | 3:12,69    |
| 6     | TSV Bayer 04 Leverkusen (Julian Geißhirt, Aleixo-Platini Menga, Tim Schwarzmeier, Ingo Schultz) | 3:13,79    |
| 7     | LAZ Salamander Kornwestheim (Tobias Hügel, Oliver Krebs, Florian Gamper, Nico Motchebon)        | 3:16,01    |
| 8     | LG Karlsruhe (Robert Rissmann, Sascha Grübel, Patrick Wauer, Hauke Hein)                        | 3:16,06    |

Datum: 22. Juli

### 3 × 1000 m Staffel
| Platz | Verein, Besetzung                                                           | Zeit (min) |
| ----- | --------------------------------------------------------------------------- | ---------- |
| 1     | LG Nord Berlin I (Jonas Stifel, Carsten Schlangen, Franek Haschke)          | 7:07,27    |
| 2     | TH Laufclub Erfurt I (Andreas Freimann, Stefan Eberhardt, Sebastian Keiner) | 7:13,83    |
| 3     | LG Nord Berlin II (Moritz Höft, Merlin Rose, Falko Zauber)                  | 7:14,82    |
| 4     | LG Olympia Dortmund (Robert Schulte, Steffen Co, Ansgar Varnhagen)          | 7:16,12    |
| 5     | TV Wattenscheid 01 (Christoph Lohse, Ruben Schwarz, Thorben Grothaus)       | 7:16,54    |
| 6     | LG Asics Pirna (Markus Schneider, Renè Müller, Wolfram Müller)              | 7:19,81    |
| 7     | VfL Sindelfingen (Malte Endres, Bastian Franz, Sören Ungermann)             | 7:21,36    |
| 8     | TH Laufclub Erfurt II (Renè Trillitsch, Sven Praetorius, Marcus Schöfisch)  | 7:27,31    |

Datum: 5. Mai
fand in Zeulenroda zusammen mit den Deutschen Meisterschaften im 10.000-Meter-Lauf statt

### 10.000-m-Bahngehen
| Platz | Athlet, Verein                              | Zeit (min) |
| ----- | ------------------------------------------- | ---------- |
| 1     | André Höhne (SCC Berlin)                    | 40:08,71   |
| 2     | Michael Krause (LG Offenburg)               | 40:59,87   |
| 3     | Jan Albrecht (Apoldaer LV 90)               | 41:13,70   |
| 4     | Maik Berger (SC Potsdam)                    | 43:14,10   |
| 5     | Frank Werner (SV Einheit 1875 Worbis)       | 45:33,52   |
| 6     | Maik Schneider (ASV Erfurt)                 | 45:33,54   |
| 7     | Steffen Borsch (Freizeitsportverein Köthen) | 45:58,56   |

Datum: 21. Juli

### 20-km-Gehen
| Platz | Athlet, Verein                                 | Zeit (h) |
| ----- | ---------------------------------------------- | -------- |
| 1     | André Höhne (SCC Berlin)                       | 1:24:40  |
| 2     | Michael Krause (LG Offenburg)                  | 1:27:15  |
| 3     | Jan Albrecht (Apoldaer LV 90)                  | 1:31:47  |
| 4     | Michael Schneider (Freizeitsportverein Köthen) | 1:37:18  |
| 5     | Steffen Borsch (Freizeitsportverein Köthen)    | 1:41:40  |
| 6     | Rene Reusse (ASV Erfurt)                       | 1:43:07  |
| 7     | Dick Gnauck (Freizeitsportverein Köthen)       | 1:48:35  |
| 8     | Denis Franke (LAC Quelle Fürth/München)        | 1:49:55  |

Datum: 6. Juni
fand in Hildesheim statt

### 20-km-Gehen, Mannschaftswertung
| Platz | Verein, Besetzung                                                           | Zeit (h) |
| ----- | --------------------------------------------------------------------------- | -------- |
| 1     | Freizeitsportverein Köthen (Michael Schneider, Steffen Borsch, Dick Gnauck) | 5:07:33  |
| 2     | LAC Quelle Fürth/München (Denis Franke, Alfons Schwarz, Erhard Wolf)        | 5:57:21  |

Datum: 6. Juni
fand in Hildesheim statt
nur 2 Mannschaften in der Wertung

### 50-km-Gehen
| Platz | Athlet, Verein                         | Zeit (h) |
| ----- | -------------------------------------- | -------- |
| 1     | Maik Berger (SC Potsdam)               | 3:54:24  |
| 2     | Helmut Prieler (SpVgg. Niederaichbach) | 4:56:15  |

Datum: 21. April
fand in Zittau statt
nur 2 Geher in der Wertung

### Hochsprung
| Platz | Athlet, Verein                              | Höhe (m) |
| ----- | ------------------------------------------- | -------- |
| 1     | Benjamin Lauckner (LAC Erdgas Chemnitz)     | 2,26     |
| 2     | Matthias Haverney (SC Magdeburg)            | 2,23     |
| 3     | Sebastian Kneifel (TSV Bayer 04 Leverkusen) | 2,14     |
| 4     | Matthias Franta (USC Mainz)                 | 2,14     |
| 5     | Martin Günther (LG Eintracht Frankfurt)     | 2,14     |
| 6     | Marius Hanniske (LG Nord Berlin)            | 2,14     |
| 7     | Jan Titze (VfL Winterbach)                  | 2,10     |
| 8     | Tim Riedl (LG Euregio)                      | 2,1      |

Datum: 22. Juli

### Stabhochsprung

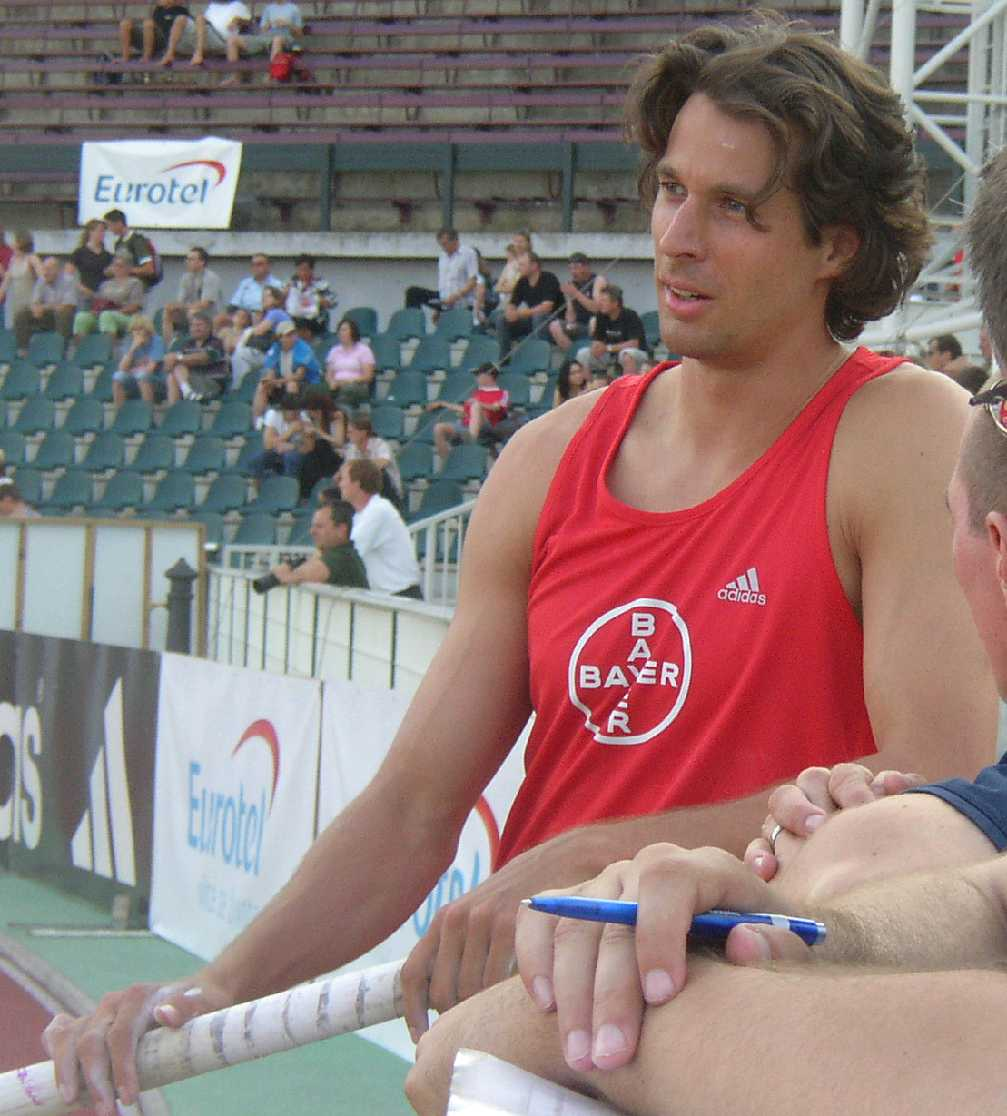
Danny Ecker – Deutscher Stabhochsprung-Meister 2007

| Platz | Athlet, Verein                                | Höhe (m) |
| ----- | --------------------------------------------- | -------- |
| 1     | Danny Ecker (TSV Bayer 04 Leverkusen)         | 5,70     |
| 2     | Björn Otto (LAV Bayer Uerdingen/Dormagen)     | 5,70     |
| 3     | Alexander Straub (LG Filstal)                 | 5,50     |
| 4     | Richard Spiegelburg (TSV Bayer 04 Leverkusen) | 5,50     |
| 5     | Tobias Scherbarth (TSV Bayer 04 Leverkusen)   | 5,50     |
| 6     | Hendrik Gruber (TSV Bayer 04 Leverkusen)      | 5,30     |
| 7     | Michael Frauen (TSV Bayer 04 Leverkusen)      | 5,10     |
| 8     | Dennis Leyckes (LAV Bayer Uerdingen/Dormagen) | 5,10     |

Datum: 22. Juli

### Weitsprung
| Platz | Athlet, Verein                              | Weite (m) |
| ----- | ------------------------------------------- | --------- |
| 1     | Christian Reif (ABC Ludwigshafen)           | 8,08      |
| 2     | Peter Rapp (LAV Asics Tübingen)             | 7,74      |
| 3     | Kofi Amoah Prah (LG Nike Berlin)            | 7,70      |
| 4     | Christoph Stolz (VfL Wolfsburg)             | 7,66      |
| 5     | Nils Winter (TSV Bayer 04 Leverkusen)       | 7,64      |
| 6     | Schahriar Bigdeli (TSV Bayer 04 Leverkusen) | 7,62      |
| 7     | Oliver Koenig (LAZ Leipzig)                 | 7,61      |
| 8     | Christian Kaczmarek (LG Nike Berlin)        | 7,54      |

Datum: 21. Juli

### Dreisprung
| Platz | Athlet, Verein                            | Weite (m) |
| ----- | ----------------------------------------- | --------- |
| 1     | Andreas Pohle (ASV Erfurt)                | 16,65     |
| 2     | Thomas Moede (LAC Berlin)                 | 16,34     |
| 3     | Michael Höllwarth (LC Friedrichshafen)    | 15,29     |
| 4     | Charles Friedek (TSV Bayer 04 Leverkusen) | 15,19     |
| 5     | Olaf Pusch (LG Nike Berlin)               | 15,11     |
| 6     | Andreas Beraz (LAC Quelle Fürth/München)  | 15,03     |
| 7     | Andreas Lechner (LAV Asics Tübingen)      | 14,92     |
| 8     | Nils Hermann (LG Nord Berlin)             | 14,51     |

Datum: 22. Juli

### Kugelstoßen
| Platz | Athlet, Verein                          | Weite (m) |
| ----- | --------------------------------------- | --------- |
| 1     | Peter Sack (LAZ Leipzig)                | 20,68     |
| 2     | Ralf Bartels (SC Neubrandenburg)        | 20,38     |
| 3     | Marco Schmidt (VfL Sindelfingen)        | 19,41     |
| 4     | Sven-Eric Hahn (VfL Sindelfingen)       | 19,16     |
| 5     | Robert Dippl (LAC Quelle Fürth/München) | 18,61     |
| 6     | Philipp Barth (TV Wattenscheid 01)      | 18,37     |
| 7     | Candy Bauer (LV 90 Thum)                | 18,32     |
| 8     | Phillip Schreiber (LC asics Rehlingen)  | 17,22     |

Datum: 22. Juli

### Diskuswurf
| Platz | Athlet, Verein                          | Weite (m) |
| ----- | --------------------------------------- | --------- |
| 1     | Robert Harting (SCC Berlin)             | 63,79     |
| 2     | Michael Möllenbeck (TV Wattenscheid 01) | 60,42     |
| 3     | Heinrich Seitz (LG Eintracht Frankfurt) | 57,65     |
| 4     | Sascha Hördt (TSG 1862 Weinheim)        | 55,26     |
| 5     | Martin Wierig (SC Magdeburg)            | 55,25     |
| 6     | Torsten Schmidt (1. LAV Rostock)        | 54,76     |
| 7     | Markus Münch (LG Wedel-Pinneberg)       | 53,06     |
| 8     | Ralf Mordhorst (ATB Hamburg)            | 51,09     |

Datum: 21. Juli

### Hammerwurf
| Platz | Athlet, Verein                                  | Weite (m) |
| ----- | ----------------------------------------------- | --------- |
| 1     | Markus Esser (TSV Bayer 04 Leverkusen)          | 78,48     |
| 2     | Karsten Kobs (ASC 09 Dortmund)                  | 75,61     |
| 3     | Jens Rautenkranz (USC Mainz)                    | 74,62     |
| 4     | Marcus Kahlmeyer (Hannover 96)                  | 73,18     |
| 5     | Benjamin Boruschewski (TSV Bayer 04 Leverkusen) | 71,94     |
| 6     | Kamilus Bethge (TSV Bayer 04 Leverkusen)        | 67,56     |
| 7     | Sven Möhsner (TSV Bayer 04 Leverkusen)          | 65,77     |
| 8     | Benjamin Hedermann (TSV Bayer 04 Leverkusen)    | 64,93     |

Datum: 21. Juli

### Speerwurf
| Platz | Athlet, Verein                                        | Weite (m) |
| ----- | ----------------------------------------------------- | --------- |
| 1     | Stephan Steding (Hannover 96)                         | 80,44     |
| 2     | Stefan Wenk (VfL Sindelfingen)                        | 79,40     |
| 3     | Christian Nicolay (TV Wattenscheid 01)                | 79,36     |
| 4     | Manuel Nau (SCC Berlin)                               | 75,66     |
| 5     | Tino Häber (LAZ Leipzig)                              | 75,65     |
| 6     | Alexander Vieweg (SV Schlau.com Saar 05 Saarbrücken)  | 74,77     |
| 7     | Christian Fusenig (SV Schlau.com Saar 05 Saarbrücken) | 73,64     |
| 8     | Björn Lange (SC Magdeburg)                            | 72,16     |

Datum: 22. Juli

### Zehnkampf
| Platz | Athlet, Verein                                     | Leistung (Pkte) |
| ----- | -------------------------------------------------- | --------------- |
| 1     | Lars Albert (LAC 1992 Elm)                         | 7679            |
| 2     | Steffen Fricke (VfB Germania Halberstadt)          | 7435            |
| 3     | Christopher Hallmann (SG TSV Kronshagen/Kieler TB) | 7375            |
| 4     | Uwe Büchele (Ettlinger SV)                         | 6934            |
| 5     | Philipp Grimm (Ettlinger SV)                       | 6927            |
| 6     | Christian Büscher (DJK Frankenberg Aachen)         | 6887            |
| 7     | Dominique Eleyth (TV Wattenscheid 01)              | 6856            |
| 8     | Georg Kruschinski (LC Paderborn)                   | 6818            |

Datum: 8./9. September
fand in Vaterstetten statt

### Zehnkampf, Mannschaftswertung
| Platz | Verein, Besetzung                                                                  | Leistung (Pkte) |
| ----- | ---------------------------------------------------------------------------------- | --------------- |
| 1     | TV Wattenscheid 01 (Nils Büker, Dominique Eleyth, Moritz Cleve)                    | 20.760          |
| 2     | Ettlinger SV (Uwe Büchele, Philipp Grimm, Michael Janus)                           | 20.178          |
| 3     | TV Norden (Stefan Küter, Maximilian Pasenau, Paul Thielecke-Klein)                 | 19.838          |
| 4     | VfB Germania Halberstadt (Steffen Fricke, Friedrich Muelenz, Dijhad Kunkel)        | 19.635          |
| 5     | LAV Asics Tübingen (Philipp Schellhorn, Stefan Habisreitinger, Johannes Waidelich) | 19.186          |

Datum: 8./9. September
fand in Vaterstetten statt
nur 5 Teams in der Wertung

### CrosslaufMittelstrecke –3,8 km
| Platz | Athlet, Verein                          | Zeit (min) |
| ----- | --------------------------------------- | ---------- |
| 1     | Wolfram Müller (LG Asics Pirna)         | 11:21      |
| 2     | Jonas Stifel (LG Nord Berlin)           | 11:23      |
| 3     | Carsten Schlangen (LG Nord Berlin)      | 11:30      |
| 4     | Norbert Löwa (LG Nord Berlin)           | 11:35      |
| 5     | Florian Orth (ESV Jahn Treysa)          | 11:41      |
| 6     | Ansgar Varnhagen (LG Olympia Dortmund)  | 11:43      |
| 7     | Matthias Ludwig (LAC Pliezhausen)       | 11:43      |
| 8     | Carlo Schuff (Post-Sport Telekom Trier) | 11:45      |

Datum: 10. März
fand in Ohrdruf statt

### CrosslaufMittelstrecke –3,8 km, Mannschaftswertung
| Platz | Verein, Besetzung                                                                | Platzziffer |
| ----- | -------------------------------------------------------------------------------- | ----------- |
| 1     | LG Nord Berlin (Jonas Stifel, Carsten Schlangen, Norbert Löwa)                   | 09          |
| 2     | LAZ Leipzig (Michael Schering, Torsten Grube, Volker Fritzsch)                   | 41          |
| 3     | LG Olympia Dortmund (Ansgar Varnhagen, Christophe Chayriguet, Marc Pähler)       | 42          |
| 4     | LG Stadtwerke München (Raphael Kiess, Johannes Peter Schuster, Matthias Ewender) | 53          |
| 5     | TSV Bayer 04 Leverkusen (Michael May, Michael Stemmler, Fahd Mellouk)            | 67          |
| 6     | LT Laufclub Erfurt (Stefan Eberhardt, André Röthling, Marcus Schöfisch)          | 74          |
| 7     | LAC Pliezhausen (Matthias Ludwig, Matthias Walker, Florian Totzauer)             | 76          |
| 8     | LG Asics Pirna (Wolfram Müller, Markus Schneider, Sören Köckritz)                | 88          |

Datum: 10. März
fand in Ohrdruf statt

### CrosslaufLangstrecke –9,8 km
| Platz | Athlet, Verein                                | Zeit (min) |
| ----- | --------------------------------------------- | ---------- |
| 1     | Stephan Hohl (TV Huchenfeld)                  | 28:53      |
| 2     | Thomas Greger (TV Hatzenbühl)                 | 29:16      |
| 3     | Embaye Hedrit (LG Braunschweig)               | 29:25      |
| 4     | Steffen Uliczka (SG TSV Kronshagen/Kieler TB) | 29:27      |
| 5     | Richard Friedrich (LG Passau)                 | 29:53      |
| 6     | Vitali Müller (LG Braunschweig)               | 29:59      |
| 7     | Philipp Büttner (TSV Friedberg-Fauerbach)     | 30:03      |
| 8     | Jens Borrmann (SC DHfK Leipzig)               | 30:09      |

Datum: 10. März
fand in Ohrdruf statt

### CrosslaufLangstrecke –9,8 km, Mannschaftswertung
| Platz | Verein, Besetzung                                                            | Platzziffer |
| ----- | ---------------------------------------------------------------------------- | ----------- |
| 1     | LG Braunschweig (Embaye Hedrit, Vitali Müller, Georg Diettrich)              | 039         |
| 2     | LG Passau (Richard Friedrich, Stefan Hohberger, Christian Dirscherl)         | 043         |
| 3     | SG TSV Kronshagen/Kieler TB (Steffen Uliczka, Sören Lindner, Sebastian Weiß) | 050         |
| 4     | TSV Kirchdorf (Dirk Schwarzbach, Thomas Bartholome, Florian Reichert)        | 058         |
| 5     | LLC Marathon Regensburg (Michael Wolf, Marco Sturm, Jörg Bühner)             | 093         |
| 6     | LT Laufclub Erfurt (Christian Biele, Arne Leipziger, Marcel Knape)           | 098         |
| 7     | TSG Ehingen (Peter Kotz, Richard Oswald, Gabriel Reichert)                   | 125         |
| 8     | Lauf-Club Duisburg (Tobias Severin, Karsten Kruck, Sven Schultz)             | 127         |

Datum: 10. März

fand in Ohrdruf statt

### Berglauf–10,5 km
| Platz | Athlet, Verein                          | Zeit (min) |
| ----- | --------------------------------------- | ---------- |
| 1     | Thomas Greger (TV Hatzenbühl)           | 44:59,10   |
| 2     | Carlo Schuff (Post-Sport Telekom Trier) | 45:34,75   |
| 3     | Timo Zeiler (TSV Trochtelfingen)        | 46:15,80   |
| 4     | Josef Beha (FC Alemannia Unterkirnach)  | 46:52,30   |
| 5     | Marco Sturm (LLC Marathon Regensburg)   | 47:13,43   |
| 6     | Manuel Stöckert (TSV Ostheim)           | 47:22,36   |
| 7     | Vassili Kraus (TuS Lörrach-Stetten)     | 47:32.83   |
| 8     | Markus Jenne (USC Freiburg)             | 47:46,12   |

Datum: 10. Juni
fand in Müllheim statt

### Berglauf–10,5 km, Mannschaftswertung
| Platz | Verein, Besetzung                                                                     | Zeit (h)   |
| ----- | ------------------------------------------------------------------------------------- | ---------- |
| 1     | TV Hatzenbühl (Thomas Greger, Christoph Fuhrbach, Hans-Jörg Dörr)                     | 2:27:23,97 |
| 2     | USC Freiburg (Markus Jenne, Dominik Ulrich, Gerhard Kelter)                           | 2:29:01,69 |
| 3     | TuS Heltersberg (Matthias Hecktor, Tom Heuer, Udo Bölts)                              | 2:30:06,80 |
| 4     | Post-Sport Telekom Trier (Carlo Schuff, Tobias Hoffmann, Philipp Klaeren)             | 2:30:32,47 |
| 5     | Leichtathletik Club Cottbus (Christopher Weichert, Zoltan Senczyszyn, Daniel Naumann) | 2:31:53,57 |
| 6     | Sportfreunde Friedberg (Sven Herzog, Johann Hillebrand, Jochen Lange)                 | 2:33:48,22 |
| 7     | FC Alemannia Unterkirnach (Josef Beha, Meinrad Beha, Joachim Becht)                   | 2:35:36,20 |
| 8     | LG Brandenkopf (Ulrich Benz, Markus Birk, Bernd Kuderer)                              | 2:42:41,65 |

Datum: 10. Juni
fand in Müllheim statt

## Meisterschaftsresultate Frauen

### 100 m
| Platz | Athletin, Verein                         | Zeit (s) |
| ----- | ---------------------------------------- | -------- |
| 1     | Verena Sailer (LAC Quelle Fürth/München) | 11,39    |
| 2     | Cathleen Tschirch (LG Weserbergland)     | 11,47    |
| 3     | Katja Wakan (TV Wattenscheid 01)         | 11,48    |
| 4     | Sandra Möller (TV Wattenscheid 01)       | 11,77    |
| 5     | Marion Wagner (USC Mainz)                | 11,79    |
| 6     | Mareike Peters (TSV Bayer 04 Leverkusen) | 11,81    |
| 7     | Anne Möllinger (MTG Mannheim)            | 11,84    |
| 8     | Katja Börner (SC Magdeburg)              | 11,93    |

Datum: 21. Juli
Wind: +0,1 m/s

### 200 m
| Platz | Athletin, Verein                         | Zeit (s) |
| ----- | ---------------------------------------- | -------- |
| 1     | Cathleen Tschirch (LG Weserbergland)     | 23,07    |
| 2     | Johanna Kedzierski (MTG Mannheim)        | 23,47    |
| 3     | Sandra Möller (TV Wattenscheid 01)       | 23,84    |
| 4     | Nicole Marahrens (LG Weserbergland)      | 23,85    |
| 5     | Maren Schulze (LG Nord Berlin)           | 23,91    |
| 6     | Maike Dix (LG Olympia Dortmund)          | 23,99    |
| 6     | Mareike Peters (TSV Bayer 04 Leverkusen) | 23,99    |
| 8     | Katja Wakan (TV Wattenscheid 01)         | 24,17    |

Datum: 22. Juli
Wind: +1,5 m/s

### 400 m
| Platz | Athletin, Verein                           | Zeit (s) |
| ----- | ------------------------------------------ | -------- |
| 1     | Claudia Hoffmann (SC Potsdam)              | 52,70    |
| 2     | Janin Lindenberg (LG Nike Berlin)          | 53,32    |
| 3     | Jana Neubert (LAC Erdgas Chemnitz)         | 53,65    |
| 4     | Anja Rücker (RBA Chemnitz)                 | 53,90    |
| 5     | Christina Haack (Recklinghäuser LC)        | 53,92    |
| 6     | Sylvia Semkowicz (LG Rhein-Wied)           | 54,16    |
| 7     | Korinna Fink (LG Eintracht Frankfurt)      | 54,29    |
| 8     | Sorina Nwachukwu (TSV Bayer 04 Leverkusen) | 54,54    |

Datum: 22. Juli

### 800 m
| Platz | Athletin, Verein                        | Zeit (min) |
| ----- | --------------------------------------- | ---------- |
| 1     | Monika Gradzki (TV Wattenscheid 01)     | 2:04,97    |
| 2     | Janina Goldfuß (TV Wattenscheid 01)     | 2:06,46    |
| 3     | Agata Strausa (SC Potsdam)              | 2:06,69    |
| 4     | Claudia Schultz (LG Wedel-Pinneberg)    | 2:06,74    |
| 5     | Mawoin Beavogui (TV Wattenscheid 01)    | 2:06,85    |
| 6     | Annett Horna (TSV Bayer 04 Leverkusen)  | 2:07,20    |
| 7     | Meike Flore (TSV Bayer 04 Leverkusen)   | 2:09,20    |
| 8     | Lisa Seeger (SG Essen-Garthe-Molbergen) | 2:17,46    |

Datum: 22. Juli

### 1500 m
| Platz | Athletin, Verein                         | Zeit (min) |
| ----- | ---------------------------------------- | ---------- |
| 1     | Antje Möldner (SC Potsdam)               | 4:16,12    |
| 2     | Katrin Trauth (SC Potsdam)               | 4:22,23    |
| 3     | Denise Krebs (TSG 1845 Heilbronn)        | 4:23,60    |
| 4     | Kerstin Marxen (TSV Bayer 04 Leverkusen) | 4:24,56    |
| 5     | Katharina Splinter (1. LAV Rostock)      | 4:25,17    |
| 6     | Katja Rosenplänter (LC Rothaus Breisgau) | 4:26,55    |
| 7     | Kristina Schadt (TSG 1845 Heilbronn)     | 4:27,86    |
| 8     | Sigrid Bühler (USC Mainz)                | 4:28,26    |

Datum: 22. Juli

### 5000 m
| Platz | Athletin, Verein                                 | Zeit (min) |
| ----- | ------------------------------------------------ | ---------- |
| 1     | Sabrina Mockenhaupt (Kölner Verein für Marathon) | 15:23,71   |
| 2     | Simret Restle (LG Eintracht Frankfurt)           | 16:11,11   |
| 3     | Melanie Kraus (TSV Bayer 04 Leverkusen)          | 16:14,79   |
| 4     | Svenja Abel (TV Lahr)                            | 16:37,26   |
| 5     | Ulrike Maisch (1. LAV Rostock)                   | 16:42,24   |
| 6     | Anke Tiedemann (SG TSV Kronshagen/Kieler TB)     | 16:48,29   |
| 7     | Imke Schmidt (TSV Kirchdorf)                     | 16:53,22   |
| 8     | Marina Hilschenz (LG Wedel-Pinneberg)            | 16:53,49   |

Datum: 21. Juli

### 10.000 m
| Platz | Athletin, Verein                                 | Zeit (min) |
| ----- | ------------------------------------------------ | ---------- |
| 1     | Sabrina Mockenhaupt (Kölner Verein für Marathon) | 31:56,09   |
| 2     | Irina Mikitenko (TV Wattenscheid 01)             | 32:42,95   |
| 3     | Simret Restle (LG Eintracht Frankfurt)           | 34:05,56   |
| 4     | Stephanie Beckmann (LG Leinfelden-Echterdingen)  | 34:30,44   |
| 5     | Melanie Schulz (TH Laufclub Erfurt)              | 35:16,10   |
| 6     | Veronika Ulrich (LG Neu-Isenburg/Heusenstamm)    | 35:56,76   |
| 7     | Katharina Becker (LG Badenova Nordschwarzwald)   | 36:18,97   |
| 8     | Natascha Schmitt (LG Eintracht Frankfurt)        | 37:13,18   |

Datum: 5. Mai
fand in Zeulenroda zusammen mit den Deutschen Meisterschaften in den Langstaffeln statt

### 10-km-Straßenlauf
| Platz | Athletin, Verein                                 | Zeit (min) |
| ----- | ------------------------------------------------ | ---------- |
| 1     | Irina Mikitenko (TV Wattenscheid)                | 32:34      |
| 2     | Simret Restle (LG Eintracht Frankfurt)           | 33:46      |
| 3     | Susanne Hahn (SV Schlau.com Saar 05 Saarbrücken) | 33:49      |
| 4     | Birte Bultmann (TV Wattenscheid 01)              | 34:37      |
| 5     | Katharina Becker (LG Badenova Nordschwarzwald)   | 34:51      |
| 6     | Kristina Bokern (VfL Oldenburg)                  | 35:14      |
| 7     | Inga Ruhl (TSV Kirchdorf)                        | 35:14      |
| 8     | Marina Hilschenz (LG Wedel-Pinneberg)            | 35:28      |

Datum: 15. September
fand in Mannheim statt

### 10-km-Straßenlauf, Mannschaftswertung
| Platz | Verein, Besetzung                                                                   | Zeit (h) |
| ----- | ----------------------------------------------------------------------------------- | -------- |
| 1     | TV Wattenscheid 01 (Irina Mikitenko, Birte Bultmann, Kerstin Werner)                | 1:42:51  |
| 2     | SV Schlau.com Saar 05 Saarbrücken (Susanne Hahn, Marion Jakobs, Gabriele Duchstein) | 1:49:02  |
| 3     | LG Eintracht Frankfurt (Simret Restle, Katharina Heinig, Katharina Grohmann)        | 1:50:22  |
| 4     | TSV Kirchdorf (Inga Ruhl, Imke Schmidt, Franziska Radtke)                           | 1: 52:16 |
| 5     | LG Domspitzmilch Regensburg (Katharina Kaufmann, Monika Hirt, Eva Karg)             | 1: 52:24 |
| 6     | TUSEM Essen-Margarethenhöhe (Svenja Killius, Felicitas Vielhaber, Lena Metzlaff)    | 1: 55:21 |
| 7     | TSG 1845 Heilbronn (Manuela Zipse, Manuela Molz, Kathrin Willmek)                   | 1: 57:19 |
| 8     | ASV Köln (Janine Soethout, Ursula Gatzweiler, Alexandra Franzen)                    | 1: 58:59 |

Datum: 15. September
fand in Mannheim statt

### Halbmarathon
| Platz | Athletin, Verein                                  | Zeit (h) |
| ----- | ------------------------------------------------- | -------- |
| 1     | Irina Mikitenko (TV Wattenscheid 01)              | 1:10:03  |
| 2     | Stephanie Beckmann (LG Leinfelden-Echterdingen)   | 1:15:58  |
| 3     | Romy Spitzmüller (LAZ Leipzig)                    | 1:16:33  |
| 4     | Veronika Ulrich (LG Neu-Isenburg/Heusenstamm)     | 1:18:02  |
| 5     | Jutta Brod (TV Konstanz)                          | 1:18:24  |
| 6     | Inga Ruhl (TSV Kirchdorf)                         | 1:18:25  |
| 7     | Birgitt Bohn (Spiridon Frankfurt)                 | 1:18:41  |
| 8     | Marion Jakobs (SV Schlau.com Saar 05 Saarbrücken) | 1:18:49  |

Datum: 2. September
fand in Bad Liebenzell statt

### Halbmarathon, Mannschaftswertung
| Platz | Verein, Besetzung                                                                      | Zeit (h) |
| ----- | -------------------------------------------------------------------------------------- | -------- |
| 1     | LG Leinfelden-Echterdingen (Stephanie Beckmann, Nicole Ploog, Kathrin Knodel)          | 3:58:25  |
| 2     | LG Domspitzmilch Regensburg (Monika Hirt, Katharina Kaufmann, Melanie Hohenester)      | 4:04:00  |
| 3     | Spiridon Frankfurt (Birgitt Bohn, Sandra Janisch, Marlo De Vries)                      | 4:10:02  |
| 4     | SV Saar 05 Saarbrücken I (Marion Jakobs, Gabriele Duchstein, Heike Brücker-Boghossian) | 4:11:57  |
| 5     | TSG 1845 Heilbronn (Manuela Zipse, Manuela Molz, Kathrin Willmek)                      | 4:12:50  |
| 6     | LSG Karlsruhe (Simone Maissenbacher, Valerie Knopf, Claudia Wollfarth)                 | 4:16:24  |
| 7     | SC DHFK Leipzig (Sandra Boitz, Carina Schipp, Liane Muschler)                          | 4:21:58  |
| 8     | SV Saar 05 Saarbrücken II (Ute Philippi, Karin Kern, Renate Fischer)                   | 4:22:54  |

Datum: 2. September
fand in Bad Liebenzell statt

### Marathon
| Platz | Athletin, Verein                                  | Zeit (h) |
| ----- | ------------------------------------------------- | -------- |
| 1     | Ilona Pfeiffer (LC Solbad Ravensberg)             | 2:46:13  |
| 2     | Birgitt Bohn (Spiridon Frankfurt)                 | 2:46:37  |
| 3     | Andrea Stengel (LG Domspitzmilch Regensburg)      | 2:49:02  |
| 4     | Constanze Türk (LG Domspitzmilch Regensburg)      | 2:49:34  |
| 5     | Marion Jakobs (SV Schlau.com Saar 05 Saarbrücken) | 2:51:35  |
| 6     | Monika Hirt (LG Domspitzmilch Regensburg)         | 2:51:59  |
| 7     | Manuela Zipse (TSG 1845 Heilbronn)                | 2:52:58  |
| 8     | Tanja Hooß (LTF Marpingen)                        | 2:54:10  |

Datum: 6. Mai
fand im Rahmen des Gutenberg-Marathons in Mainz statt

### Marathon, Mannschaftswertung
| Platz | Verein, Besetzung                                                                          | Zeit (h) |
| ----- | ------------------------------------------------------------------------------------------ | -------- |
| 1     | LG Domspitzmilch Regensburg (Andrea Stengel, Constanze Türk, Monika Hirt)                  | 08:30:35 |
| 2     | Spiridon Frankfurt (Birgitt Bohn, Anke Holljesiefken, Solveig Pape)                        | 08:57:59 |
| 3     | SV Saar 05 Saarbrücken I (Marion Jakobs, Gabriele Duchstein, Susanne Trenz)                | 09:08:13 |
| 4     | SuS Schalke 96 (Sybille Möllensiep, Karen Neubauer, Sabine Böhle)                          | 10:01:22 |
| 5     | SV Saar 05 Saarbrücken II (Heike Brücker-Boghossian, Ulrike Hille, Heike Sausen)           | 10:19:49 |
| 6     | TV Hechtsheim 1882 (Beate Hartwig, Bianca Kirchner, Christel Diefenbach)                   | 10:31:58 |
| 7     | LSF Münster (Anne Holtkötter, Brigitte Ziegler, Ruth Lutz)                                 | 10:45:20 |
| 8     | SV Schlau.com Saar 05 Saarbrücken 3 (Rungtong Hertel – Thailand, Marita Koch, Ingrid Hotz) | 12:04:57 |

Datum: 6. Mai
fand im Rahmen des Gutenberg-Marathons in Mainz statt

### 100-km-Straßenlauf
| Platz | Athletin, Verein                                | Zeit (h) |
| ----- | ----------------------------------------------- | -------- |
| 1     | Birgit Schönherr-Hölscher (PV-Triathlon Witten) | 7:52:11  |
| 2     | Marion Braun (SV Germania Eicherscheid)         | 8:26:13  |
| 3     | Monika Belau (Harburger SC)                     | 8:45:07  |
| 4     | Carmen Hildebrand (SSC Hanau-Rodenbach)         | 8:49:13  |
| 5     | Antje Schuhaj (TV Jahn Kempten)                 | 9:53:52  |
| 6     | Ilona Schlegel (Melpomene Bonn)                 | 8:58:20  |
| 7     | Elke Streicher (Eichenkreuz Schwaikheim)        | 9:15:17  |
| 8     | Dorothea Pfeffer (Lauffreunde Bönen 1985)       | 9:24:09  |

Datum: 24. März
fand in Kienbaum (Grünheide) statt

### 100 m Hürden
| Platz | Athletin, Verein                                      | Zeit (s) |
| ----- | ----------------------------------------------------- | -------- |
| 1     | Carolin Nytra (Bremer LT)                             | 13,24    |
| 2     | Annette Funck (Hannover 96)                           | 13,25    |
| 3     | Stephanie Lichtl (LAZ Salamander Kornwestheim)        | 13,40    |
| 4     | Judith Ritz (LAZ Leipzig)                             | 13,44    |
| 5     | Nadine Hildebrand (LAZ Salamander Kornwestheim)       | 13,47    |
| 6     | Anne-Kathrin Elbe (TSV Bayer 04 Leverkusen)           | 13,48    |
| 7     | Karin Ertl, geb. Specht (LG Domspitzmilch Regensburg) | 13,67    |
| 8     | Jennifer Oeser (TSV Bayer 04 Leverkusen)              | 13,71    |

Datum: 21. Juli
Wind: ±0,0 m/s

### 400 m Hürden
| Platz | Athletin, Verein                              | Zeit (s) |
| ----- | --------------------------------------------- | -------- |
| 1     | Ulrike Urbansky (Erfurter LAC)                | 55,21    |
| 2     | Tina Kron (SV Schlau.com Saar 05 Saarbrücken) | 55,58    |
| 3     | Jonna Tilgner (Bremer LT)                     | 56,96    |
| 4     | Barbara Gähling (LT DSHS Köln)                | 58,46    |
| 5     | Stefanie Gubitz (USC Mainz)                   | 58,75    |
| 6     | Frederike Schönfeld (TG Camberg)              | 59,25    |
| 7     | Claudia Wehrsen (LT DSHS Köln)                | 59,62    |
| DSQ   | Jill Richards (SCC Berlin)                    |          |

Datum: 22. Juli

### 3000 m Hindernis
| Platz | Athletin, Verein                               | Zeit (min) |
| ----- | ---------------------------------------------- | ---------- |
| 1     | Julia Hiller (LAC Quelle Fürth/München)        | 10:11,47   |
| 2     | Verena Dreier (LG Sieg)                        | 10:12,48   |
| 3     | Melanie Schulz (TH Laufclub Erfurt)            | 10:26,83   |
| 4     | Corinna Nuber (TSG 1845 Heilbronn)             | 10:40,45   |
| 5     | Sanaa Koubaa (LG Hilden)                       | 10:48,77   |
| 6     | Annette Weiss (LG Bonn/Troisdorf/Niederkassel) | 11:12,91   |
| DNF   | Susi Lutz (LG Domspitzmilch Regensburg)        |            |
| DNF   | Natalie Buchfelder (MTV Ingolstadt)            |            |

Datum: 22. Juli

### 4 × 100 m Staffel
| Platz | Verein, Besetzung                                                                                | Zeit (s) |
| ----- | ------------------------------------------------------------------------------------------------ | -------- |
| 1     | LG Weserbergland (Nina Giebel, Jala Gangnus, Cathleen Tschirch, Nicole Marahrens)                | 44,46    |
| 2     | TV Wattenscheid 01 I (Jasmin Kwadwo, Katja Wakan, Sandra Möller, Karoline Köhler)                | 44,93    |
| 3     | TSV Bayer 04 Leverkusen (Anne-Kathrin Elbe, Sorina Nwachukwu, Mareike Peters, Katharina Naumann) | 45,06    |
| 4     | USC Mainz (Marietherese Rosbach, Marion Wagner, Jessica Hochhaus, Stefanie Gubitz)               | 45,69    |
| 5     | LG Olympia Dortmund (Johanna Kokott, Katchi Habel, Maike Dix, Carolin Strophff)                  | 45,72    |
| 6     | SC Magdeburg (Maria Steinberg, Katja Börner, Theresia Strecker, Katja Wenkel)                    | 45,95    |
| 7     | TV Wattenscheid 01 II (Katharina Grollmann, Sosthene Moguenara, Silke Maurer, Christina Frewer)  | 46,21    |
| 8     | LT DSHS Köln (Anne Schiffer, Anna Kewitz, Maike Goldkuhle, Katrin Krause)                        | 46,27    |

Datum: 21. Juli

### 4 × 400 m Staffel
| Platz | Verein, Besetzung                                                                                              | Zeit (min) |
| ----- | --- | ---------- |
| 1     | TSV Bayer 04 Leverkusen (Sorina Nwachukwu, Maike Wilden, Natalie Mehring, Caroline Dieckhöner)                 | 3:38,35    |
| 2     | LT DSHS Köln (Claudia Wehrsen, Natalie Kleinwort, Anne Schiffer, Barbara Gähling)                              | 3:42,75    |
| 3     | SC Neubrandenburg (Sonja Kesselschläger, Sabrina Krüger, Julia Mächtig, Maren Schwerdtner)                     | 3:43,16    |
| 4     | LG Olympia Dortmund (Anita Oppong, Carolin Strophff, Mira Räker, Jana Hartmann)                                | 3:43,59    |
| 5     | SG Erfurt-Team Spark. Thüring. (Florence Ekpo-Umoh, Christin Zoladkiewicz, Karin Schwanengel, Ulrike Urbansky) | 3:46,37    |
| 6     | LG Kindelsberg Kreuztal (Anne Hintermaier, Ayodele Buraimoh, Janine Huber, Katja Schönfelder)                  | 3:47,45    |
| 7     | LG Rhein-Wied (Annika Schmitt, Miriam Neumann, Rebekka Kramer, Sylvia Semkowicz)                               | 3:51,17    |
| 8     | SG TSG Heilbronn/SV Neckarsulm (Corina Flum, Kristina Schadt, Denise Krebs, Michaela Klammer)                  | 3:51,37    |

Datum: 22. Juli

### 3 × 800 m Staffel
| Platz | Verein, Besetzung                                                       | Zeit (min) |
| ----- | ----------------------------------------------------------------------- | ---------- |
| 1     | TV Wattenscheid 01 (Janina Goldfuß, Kerstin Werner, Monika Gradzki)     | 6:24,99    |
| 2     | TSV Bayer 04 Leverkusen (Saskia Janssen, Kerstin Marxen, Annett Horna)  | 6:29,25    |
| 3     | SC Potsdam (Antje Möldner, Katrin Trauth, Agata Strausa)                | 6:29,38    |
| 4     | LAC Quelle Fürth/München (Karoline Pilawa, Sandra Keil, Juliane Becker) | 6:34,45    |
| 5     | USC Mainz (Sigrid Bühler, Sabine Bachmann, Dagmar de Haan)              | 6:36,88    |
| 6     | LG Olympia Dortmund (Laura Von der Horst, Mira Räker, Jana Hartmann)    | 6:41,26    |
| 7     | LG Karlsruhe (Liesa Hoppe, Cornelia Moll, Carolin Walter)               | 6:41,50    |
| 8     | LG Hannover (Carola Dewitz, Julia Kock, Gwendolyn Mewes)                | 6:50,60    |

Datum: 5. Mai
fand in Zeulenroda zusammen mit den Deutschen Meisterschaften im 10.000-Meter-Lauf statt

### 5000-m-Bahngehen
| Platz | Athletin, Verein                   | Zeit (min) |
| ----- | ---------------------------------- | ---------- |
| 1     | Ulrike Sischka (SV Halle)          | 23:22,00   |
| 2     | Maja Landmann (PTSV Jahn Freiburg) | 23:53,27   |
| 3     | Sonja Birkemeyer (SC Potsdam)      | 24:19,33   |

Datum: 21. Juli

### 20-km-Gehen
| Platz | Athletin, Verein                     | Zeit (h) |
| ----- | ------------------------------------ | -------- |
| 1     | Sabine Zimmer (SC Potsdam)           | 1:32:14  |
| 2     | Melanie Seeger (SC Potsdam)          | 1:32:40  |
| 3     | Maja Landmann (PTSV Jahn Freiburg)   | 1:44:10  |
| 4     | Ulrike Sischka (SV Halle)            | 1:50:58  |
| 5     | Sonja Birkemeyer (SC Potsdam)        | 1:52:59  |
| 6     | Christin Elß (SC Potsdam)            | 1:53:00  |
| 7     | Ulrike Sander (SCL-Heel Baden-Baden) | 1:56:47  |
| 8     | Yvonne Markgraf (SC Siemensstadt)    | 2:09:04  |

Datum: 6. Juni
fand in Hildesheim statt

### 20-km-Gehen, Mannschaftswertung
| Platz | Verein, Besetzung                                            | Zeit (h) |
| ----- | ------------------------------------------------------------ | -------- |
| 1     | SC Potsdam (Sabine Zimmer, Melanie Seeger, Sonja Birkemeyer) | 4:57:23  |

Datum: 6. Juni
fand in Hildesheim statt
nur 1 Mannschaft in der Wertung

### Hochsprung
| Platz | Athletin, Verein                                             | Höhe (m) |
| ----- | ------------------------------------------------------------ | -------- |
| 1     | Ariane Friedrich (LG Eintracht Frankfurt)                    | 1,93     |
| 2     | Annett Engel (SC Potsdam)                                    | 1,93     |
| 3     | Sophia Sagonas (LG Eintracht Frankfurt)                      | 1,80     |
| 4     | Daniela Rath (Hamburger SV)                                  | 1,80     |
| 4     | Meike Kröger (LG Nord Berlin)                                | 1,80     |
| 4     | Aileen Herrmann (Berliner SC)                                | 1,80     |
| 7     | Julia Wanner (LAC Berlin)                                    | 1,80     |
| 8     | Kathryn Tasche, geb. Holynski (LAV Bayer Uerdingen/Dormagen) | 1,75     |

Datum: 21. Juli

### Stabhochsprung
| Platz | Athletin, Verein                            | Höhe (m) |
| ----- | ------------------------------------------- | -------- |
| 1     | Silke Spiegelburg (TSV Bayer 04 Leverkusen) | 4,50     |
| 2     | Julia Hütter (LAZ Bruchköbel)               | 4,45     |
| 3     | Carolin Hingst (USC Mainz)                  | 4,40     |
| 4     | Kristina Gadschiew (LAZ Zweibrücken)        | 4,35     |
| 4     | Floé Kühnert (TSV Bayer 04 Leverkusen)      | 4,35     |
| 6     | Martina Strutz (SG Dynamo Schwerin)         | 4,35     |
| 7     | Yvonne Buschbaum (TuS Saulheim)             | 4,35     |
| 8     | Anna Schultze (LG Filstal)                  | 4,25     |

Datum: 22. Juli

### Weitsprung
| Platz | Athletin, Verein                          | Weite (m) |
| ----- | ----------------------------------------- | --------- |
| 1     | Bianca Kappler (LC asics Rehlingen)       | 6,67      |
| 2     | Urszula Gutowicz-Westhof (LG Nike Berlin) | 6,61      |
| 3     | Sonja Kesselschläger (SC Neubrandenburg)  | 6,32      |
| 4     | Julia Mächtig (SC Neubrandenburg)         | 6,28      |
| 5     | Angela Dies (TSV Bayer 04 Leverkusen)     | 6,27      |
| 6     | Viola Schmitt (SG Bad Schönborn)          | 6,16      |
| 7     | Beatrice Marscheck (LAZ Gießen)           | 6,10      |
| 8     | Claudia Rath (LG Dornburg)                | 6,09      |

Datum: 22. Juli

### Dreisprung
| Platz | Athletin, Verein                             | Weite (m) |
| ----- | -------------------------------------------- | --------- |
| 1     | Katja Demut (TuS Jena)                       | 13,91     |
| 2     | Katja Pobanz (1. Leichtathletik-Club Dessau) | 13,36     |
| 3     | Sandra Busch (LAC Berlin)                    | 13,22     |
| 4     | Anja Winter (LG Ohra Hörselgas)              | 13,19     |
| 5     | Annelie Schrader (MTV Ingolstadt)            | 12,88     |
| 6     | Isabel Pfeifer (TV Gelnhausen)               | 12,82     |
| 7     | Kristin Gierisch (LAC Erdgas Chemnitz)       | 12,73     |
| 8     | Pia Dürr (MTG Mannheim)                      | 12,59     |

Datum: 21. Juli

### Kugelstoßen
| Platz | Athletin, Verein                       | Weite (m) |
| ----- | -------------------------------------- | --------- |
| 1     | Petra Lammert (SC Neubrandenburg)      | 19,30     |
| 2     | Nadine Kleinert (SC Magdeburg)         | 17,90     |
| 3     | Nadine Beckel (ASC Düsseldorf)         | 17,42     |
| 4     | Denise Hinrichs (SC Neubrandenburg)    | 17,23     |
| 5     | Katja Krol (SV Kloster Lehnin)         | 16,63     |
| 6     | Josephine Terlecki (LG Ohra Hörselgas) | 16,20     |
| 7     | Kristin Marten (LV 90 Thum)            | 16,13     |
| 8     | Aline Schäffel (LG Ohra Hörselgas)     | 16,05     |

Datum: 21. Juli

### Diskuswurf
| Platz | Athletin, Verein                                 | Weite (m) |
| ----- | ------------------------------------------------ | --------- |
| 1     | Franka Dietzsch (SC Neubrandenburg)              | 62,83     |
| 2     | Ulrike Giesa (LAC Quelle Fürth/München)          | 57,35     |
| 3     | Nadine Müller (Hallesche Leichtathletik-Freunde) | 56,83     |
| 4     | Jana Tucholke (LAZ Leipzig)                      | 54,97     |
| 5     | Heike Koderisch (SC Magdeburg)                   | 54,11     |
| 6     | Katja Krol (SV Kloster Lehnin)                   | 53,72     |
| 7     | Jessica Kolotzei (LG Nord Berlin)                | 53,65     |
| 8     | Nadine Beckel (ASC Düsseldorf)                   | 52,75     |

Datum: 22. Juli

### Hammerwurf
| Platz | Athletin, Verein                            | Weite (m) |
| ----- | ------------------------------------------- | --------- |
| 1     | Betty Heidler (LG Eintracht Frankfurt)      | 74,94     |
| 2     | Kathrin Klaas (LG Eintracht Frankfurt)      | 70,58     |
| 3     | Andrea Bunjes (LG Eintracht Frankfurt)      | 69,06     |
| 4     | Susanne Keil (TSV Bayer 04 Leverkusen)      | 67,90     |
| 5     | Bianca Achilles (TSV Bayer 04 Leverkusen)   | 64,88     |
| 6     | Simone Mathes (LAZ Puma Troisdorf/Siegburg) | 61,89     |
| 7     | Kirsten Münchow (TuS Eintracht Minden)      | 61,23     |
| 8     | Janine Paschke (LAZ Leipzig)                | 59,88     |

Datum: 22. Juli

### Speerwurf
| Platz | Athletin, Verein                                     | Weite (m) |
| ----- | ---------------------------------------------------- | --------- |
| 1     | Christina Obergföll (LG Offenburg)                   | 66,59     |
| 2     | Annika Suthe (TSV Bayer 04 Leverkusen)               | 56,88     |
| 3     | Linda Stahl (TSV Bayer 04 Leverkusen)                | 55,89     |
| 4     | Mareike Rittweg (LV 90 Thum)                         | 55,88     |
| 5     | Katharina Molitor (TSV Bayer 04 Leverkusen)          | 54,87     |
| 6     | Sandra Schaffarzik (ESV Nürnberg Rangierbahnhof)     | 53,59     |
| 7     | Susanne Rosenbauer (TSV Schwaben Augsburg)           | 53,52     |
| 8     | Stefanie Hessler (SV Schlau.com Saar 05 Saarbrücken) | 52,95     |

Datum: 21. Juli

### Siebenkampf
| Platz | Athletin, Verein                           | Leistung (Pkte) |
| ----- | ------------------------------------------ | --------------- |
| 1     | Julia Mächtig (SC Neubrandenburg)          | 5887            |
| 2     | Christine Schulz (TSV Bayer 04 Leverkusen) | 5718            |
| 3     | Ulrike Hebestreit (SSV Ulm 1846)           | 5654            |
| 4     | Annelie Schrader (MTV Ingolstadt)          | 5481            |
| 5     | Silke Bachmann (LG Eintracht Frankfurt)    | 5374            |
| 6     | Marleen Wörsdörfer (USC Mainz)             | 5196            |
| 7     | Katharina Meyer (TuS Saulheim)             | 5154            |
| 8     | Barbara Gähling (LT DSHS Köln)             | 5096            |

Datum: 8./9. September
fand in Vaterstetten statt

### Siebenkampf, Mannschaftswertung
| Platz | Verein, Besetzung                                                              | Leistung (Pkte) |
| ----- | ------------------------------------------------------------------------------ | --------------- |
| 1     | LT DSHS Köln (Barbara Gähling, Maike Goldkuhle, Christina Hunneshagen)         | 14.980          |
| 2     | TSV Bayer 04 Leverkusen (Christine Schulz, Natascha Rother, Frauke Borscheid)  | 14.654          |
| 3     | LG Eintracht Frankfurt (Silke Bachmann, Xenia Atschkinadze, Nicola Herrlitz)   | 14.576          |
| 4     | LG Domspitzmilch Regensburg (Michelle Weitzel, Jennifer Vogt, Natalie Häusler) | 13.156          |
| 5     | USC Heidelberg (Antonia Koch, Kerstin Novotny, Patricia Gayer)                 | 12.115          |
| 6     | TSV Eltingen (Catherine Kolb, Margit Hauser, Nicole Issler)                    | 11.582          |

Datum: 8./9. September
fand in Vaterstetten statt
nur 6 Teams in der Wertung

### Crosslauf–5,3 km
| Platz | Athletin, Verein                                 | Zeit (min) |
| ----- | ------------------------------------------------ | ---------- |
| 1     | Sabrina Mockenhaupt (Kölner Verein für Marathon) | 17:22      |
| 2     | Simret Restle (LG Eintracht Frankfurt)           | 17:48      |
| 3     | Julia Hiller (LAC Quelle Fürth/München)          | 18:24      |
| 4     | Veronika Ulrich (LG Neu-Isenburg/Heusenstamm)    | 18:31      |
| 5     | Verena Dreier (LG Sieg)                          | 18:38      |
| 6     | Susi Lutz (LG Domspitzmilch Regensburg)          | 18:43      |
| 7     | Christiane Pilz (1. LAV Rostock)                 | 18:44      |
| 8     | Ilona Pfeiffer (LC Solbad Ravensberg)            | 18:49      |

Datum: 10. März
fand in Ohrdruf statt

### Crosslauf–5,3 km, Mannschaftswertung
| Platz | Verein, Besetzung                                                         | Platzziffer |
| ----- | ------------------------------------------------------------------------- | ----------- |
| 1     | LG Domspitzmilch Regensburg (Susi Lutz, Constance Türk, Monika Hirt)      | 041         |
| 2     | TSV Bayer 04 Leverkusen (Saskia Janssen, Kerstin Marxen, Annett Horna)    | 067         |
| 3     | LG Eintracht Frankfurt (Simret Restle, Natascha Schmitt, Nicola Berz)     | 069         |
| 4     | LAC Quelle Fürth/München (Julia Hiller, Juliane Becker, Simone Track)     | 075         |
| 5     | ESV Münster (Nina Schüler, Maria Weßling, Martina Stienemann)             | 125         |
| 6     | Leichtathletikclub Cottbus (Katrin Neumann, Sophie Andrey, Anette Hübner) | 148         |
| 7     | Post-Sport Telekom Trier (Nora Rösner, Rebecca Adams, Nathalie Bellaire)  | 148         |
| 8     | Ohligser TV (Bettina Treibert-Wiesner, Elke Kramer, Ulrike Feldhoff)      | 167         |

Datum: 10. März
fand in Ohrdruf statt

### Berglauf–10,5 km
| Platz | Athletin, Verein                              | Zeit (min) |
| ----- | --------------------------------------------- | ---------- |
| 1     | Carmen Siewert (Greifswalder SV 04)           | 54:24,11   |
| 2     | Veronika Ulrich (LG Neu-Isenburg/Heusenstamm) | 54:33,42   |
| 3     | Birgit Unterberger (OSC Berlin)               | 55:06,43   |
| 4     | Marie-Luise Heilig-Duventäster (LG Welfen)    | 56:31,06   |
| 5     | Stefanie Buss (ASC Rosellen/Neuss)            | 56:58,64   |
| 6     | Anja Carlsohn (SC Potsdam)                    | 57:32,75   |
| 7     | Kerstin Straub (SSC Hanau-Rodenbach)          | 57:56,80   |
| 8     | Jutta Brod (TV Konstanz)                      | 58:32,89   |

Datum: 10. Juni
fand in Müllheim statt

### Berglauf–10,5 km, Mannschaftswertung
| Platz | Verein, Besetzung                                                       | Zeit (h)   |
| ----- | ----------------------------------------------------------------------- | ---------- |
| 1     | ASC Rosellen/Neuss (Stefanie Buss, Tanja Wimmer, Angella Müller)        | 3:02:35,60 |
| 2     | LG Domspitzmilch Regensburg (Eva Karg, Monika Hirt, Melanie Hohenester) | 3:12:56,96 |
| 3     | SSC Hanau-Rodenbach (Kerstin Straub, Annette Straub, Dr. Sevim Bozkurt) | 3:15:14,92 |
| 4     | LG Vogtland (Romy Lindner, Jana Richter, Beate Plaumann)                | 3:18:51,17 |

Datum: 10. Juni
fand in Müllheim statt
nur 4 Mannschaften in der Wertung

## Videolinks
- 100m Finale (Frauen) Deutsche Meisterschaften 2007 in Erfurt, youtube.com, abgerufen am 25. April 2021
- 200m Finale (Frauen) Deutsche Meisterschaften 2007 in Erfurt, youtube.com, abgerufen am 25. April 2021